# Amor doentio

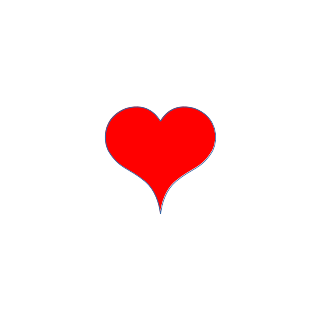
Coração símbolo do amor.

O amor doentio é um termo não-médico usado para descrever sintomas físicos e mentais associados a uma paixão extremada.

## História
Historicamente o amor doentio tem sido visto como uma doença mental ocasionada pelas mudanças intensas associadas ao amor. O polímata persa Avicena, reconhecido como o "pai da medicina moderna", via a obsessão como principal sintoma e causa do amor doentio. O diagnóstico caiu em desuso desde que o modelo dos quatro humores foi abandonado com o advento da psiquiatria científica moderna.

## Similaridade com doença mental
O conceito de estar "louco" de amor não é simplesmente uma conotação poética. Para alguns, os altos e baixos do amor doentio podem ter similaridades de diagnóstico com as doenças mentais. Pessoas que passam por um amor muito intenso podem sofrer de um "amor doentio" com sensações de forte ansiedade, apresentando sintomas de mania, transtorno obsessivo-compulsivo, auto-estima excessivamente alta e depressão.
Um estudo da The Psychologist, uma publicação oficial da British Psychological Society, concluiu que o amor doentio deveria ser levado mais a sério pelos profissionais. De acordo com o autor do estudo, Frank Tallis, "muitas pessoas necessitam de ajuda por não poder lidar com a intensidade do amor e têm sido desestabilizadas por causa disso, ou sofrem pela não-correspondência de seu amor".
Alguns dos sintomas associados ao amor doentio incluem:
- mania — humor anormalmente elevado, auto-estima excessivamente alta, presentes extravagantes;
- depressão — choro excessivo, insônia, perda de concentração;
- transtorno obsessivo-compulsivo — preocupação, verificação constante de mensagens de texto e e-mails, acumulação de objetos;
- sintomas físicos de fundo psicológico, como dores de estômago, mudanças no apetite, tontura e confusão mental.

Mais especificamente, os níveis estimados de serotonina em pessoas que se apaixonam decaem ao mesmo nível de pessoas com transtorno obsessivo-compulsivo. Mais ainda, investigações da atividade do cérebro mostraram que indivíduos que se disseram "verdadeiramente, profundamente e loucamente" apaixonados têm atividade em várias estruturas cerebrais compatíveis com o transtorno obsessivo-compulsivo, como o núcleo caudado e certas áreas do córtex.